# Oglasa holophaea
Oglasa holophaea là một loài bướm đêm trong họ Noctuidae.